# Gapotus
Gapotus is een geslacht van hooiwagens uit de familie Assamiidae.
De wetenschappelijke naam Gapotus is voor het eerst geldig gepubliceerd door Roewer in 1935. 

## Soorten
Gapotus is monotypisch en omvat slechts de volgende soort:
- Gapotus frontalis